# Tineke Teerlynck
Tineke Teerlynck (Aartrijke, 17 juni 1954 - Oostrozebeke, 20 december 2015) was een Belgisch politicus voor CD&V. Ze was verantwoordelijke voor de omvorming van het CMBV, een netwerk van vrouwelijke ondernemers, tot Markant.

## Biografie
Tinke Teerlynck was leerling aan het Sint-Andreas Lyceum in Oostende om vervolgens bedrijfsbeheer te volgen aan de Hogeschool Gent.
Na haar huwelijk ging ze aan de slag in de firma Spano van haar man.
In 1994 ging ze in de politiek en werd schepen van financiën te Oostrozebeke.
In 2002 werd ze nationaal voorzitter van de CMBV die ze tot Markant omvormde.
Ze overleed in 2015 aan kanker.
In 2019 werd ze door Marcia De Wachter genomineerd naar aanleiding van de Internationale Vrouwendag.